# Serge Landois
 (août 2021).
Si vous disposez d'ouvrages ou d'articles de référence ou si vous connaissez des sites web de qualité traitant du thème abordé ici, merci de compléter l'article en donnant les références utiles à sa vérifiabilité et en les liant à la section « Notes et références ».
Pour les articles homonymes, voir Landois.
Serge Landois est un sculpteur français, né en 1961. 

## Biographie
Serge Landois sort en 1984 de l’école des Beaux-arts de Valence, puis devient pensionnaire de la Villa Médicis à Rome de 1987 à 1989.

## Œuvres
D'apparences abstraites, forgées ou dessinées, ses sculptures intègrent souvent des éléments figuratifs en mouvement et défient les lois de l'équilibre. Elles peuvent avoir deux interprétations, minimaliste et religieuse. La première en privilégiant la pauvreté des matériaux, le dépouillement des formes, tandis que la seconde peut mettre l'accent sur une symbolique élémentaire de l'arche, de la conjonction et de l'abri. Ses techniques sont : soudure, oxycoupage, forge, ébarbage. 
Ses sculptures ont fait l’objet de commandes pour de nombreux édifices publics. Il a, en particulier, été choisi en 1995 pour créer une œuvre devant le Centre national de la fonction publique territoriale à Saint-Martin d'Hères (Isère) où il propose deux sculptures, une extérieure, la Grande Épure qui est installée sur le parvis du bâtiment, à droite de l'entrée, de grande dimension, et une intérieure de plus petite taille, la Petite Épure qui reprend la forme générale de sa grande sœur, l'une et l'autre se répondant par leurs lignes et leurs courbes.